# Herguijuela de la Sierra
Herguijuela de la Sierra település Spanyolországban, Salamanca tartományban. Herguijuela de la Sierra La Alberca, Madroñal, Sotoserrano, Caminomorisco és Ladrillar községekkel határos. Lakosainak száma 226 fő (2024).

## Népesség
A település népessége az elmúlt években az alábbi módon változott:
| Lakosok száma | 317  | 299  | 301  | 300  | 299  | 295  | 271  | 250  | 234  | 226  |
|               | 2001 | 2004 | 2007 | 2009 | 2012 | 2014 | 2017 | 2019 | 2022 | 2024 |